# 自由民主同盟
自由民主同盟（じゆうみんしゅどうめい、ハンガリー語: Szabad Demokraták Szövetsége, SZDSZ）は、かつてハンガリーに存在したリベラル・中道左派政党。自由主義インターナショナルに加盟していた。
1990年の国会選挙で第二党となり、1994年、2002年、2006年の選挙後、ハンガリー社会党（以下、社会党）と連立政権を形成した。リベラリズム政党として知られるが、自ら中道左派政党と規定しており、ドイツの自由民主党などとは異なって、左派・社会自由主義（Social liberalism）的傾向を持っていた（どちらかといえばイギリスの自由民主党やカナダ自由党に近い）。

## 略史
共産主義時代の民主的反体制派が、1988年5月に自由イニシャティブ・ネットワークを結成し、同組織から1988年11月に発展的に結成された。1956年ハンガリー動乱での蜂起関係者、1956年以前の共産主義冤罪裁判犠牲者の子、反体制地下出版物印刷者、反体制作家、共産主義に批判的な社会学者、進歩的経済学者などが中心に結成。国民派・農民派と言われた作家・詩人・歴史学者などの知識人が参加したハンガリー民主フォーラム（MDF。以下、民主フォーラム）に対して、都市派知識人が結集した。幹部にはユダヤ系人が多いといわれている。
体制転換期は強力な反共主義で知られ、1989年秋以降、知名度を上げ、同じく反共主義の青年民主同盟（Fidesz）と協力。1990年の総選挙では国会内第二党・最大野党となった。選挙で勝利した民主フォーラムが、安定的な国会運営を進めるため、3分の2以上の議員の賛成を必要とする重要法案の数を削減しようとして自由民主同盟と協定を結び、これに賛成する見返りとして自由民主同盟の幹部、グンツ・アールパードが体制転換後の初代大統領に選ばれた。1991年から1992年にかけ、地方党員に支持された保守リベラリズム勢力と、結党以来のブダペスト知識人による新左翼主義勢力との対立が生じたが、最終的に後者が勝利し以後、民主フォーラム政権との対立姿勢を一層鮮明させ、1992年秋の「民主憲章」運動が契機となって社会党に接近していった。
1994年の国会選挙でも再び青年民主同盟との選挙協力を組み、政権奪回を狙ったが、社会党の大勝を許し、議席を減らした。しかし過半数の議席を得た社会党が、自由民主同盟への連立参加を呼びかけ、自由民主同盟は過去の反共主義（反・社会党）に決別して、連立に参加した。
その後、1998年や2002年の国会選挙でも社会党と選挙協力を行ったが、反共主義からの転換に幻滅した支持者が去り、大幅に議席を減らした（1998年の比例区得票率6.22％、2002年の比例区得票率5.57％）。しかし2002年には社会党が僅差で勝利したため、再び社会党との連立政権に参加した。2004年には内閣改造をめぐる対立が原因となり、当時のメッジェシ首相に不信任を表明し、社会党がジュルチャーニ・フェレンツを新たな首相に任命させることにつながった。2006年総選挙でも社会党と選挙協力を行い、ジュルチャーニ連立政権に参加した。
2008年、保険制度をめぐる対立から、社会党との連立政権を離脱。コーカ党首の党首選出において一部代議員による虚偽の選挙行動があったことが明るみに出て、党首の再選挙を実施し、フォドル・ガーボル議員が新たな党首に選ばれた。しかし支持率は低下し続け、2009年の欧州議会議員選挙では2％程の支持に留まり、議席確保に最低限必要な所謂5％条項を上回ることができなかったため、選挙前議席を全て失う結果となり、フォドル党首以下、党幹部が辞任を表明する事態となった。選挙後の7月に行われた党大会でレトケシュ・アティッラ（非議員）が新党首に選出されたが、党設立時からのメンバーが大挙離党するなど混乱が続いた。2010年の総選挙ではかつてのライバル政党である民主フォーラムと選挙協力（SZDSZ候補が民主フォーラムで出馬）を組んだが、選挙協力に反発した民主フォーラム幹部が相次いで離党するなど混乱、5％条項を上回ることができず全議席を失った。2013年10月をもって、正式に解党。
自由民主同盟の幹部の一人、デムスキ・ガーボルは、1990年から2010年までブダペスト市長を務めた。

## 政治的立場・支持基盤
ブダペスト市、企業幹部・経済学者・メディア・文化関係者からの支持が強かった。体制転換期にはハンガリー民主フォーラムと支持を二分した都市派知識人の政党であったが、1994年の社会党との連立以降は、社会党と同じように左翼政党としての性格を持つとともに、社会党も外資導入・民営化を積極的に進めるネオリベラリズム政策をとっているため、社会党の補完政党的性格が強くなっていた。このため、後期には同性愛者の結婚容認など権利保護、妊娠中絶や安楽死の容認、軽度な麻薬の購入者を処罰対象から除外するなど、リベラル政党としての主張を行っていた。

## 主要な選挙における党勢推移

### 国民議会選挙
| 選挙       | 得票数    | 得票率 | 議席数   | 備考              |
| ---------- | --------- | ------ | -------- | ----------------- |
| 1990年選挙 | 1,050,799 | 21.39% | 92 / 386 |                   |
| 1994年選挙 | 1,065,889 | 19.74% | 69 / 386 |                   |
| 1998年選挙 | 344,352   | 7.57%  | 24 / 386 |                   |
| 2002年選挙 | 313,084   | 5.57%  | 19 / 386 |                   |
| 2006年選挙 | 351,612   | 6.50%  | 18 / 386 |                   |
| 2010年選挙 |           |        | 0 / 386  | MDF候補として出馬 |

### 欧州議会議員選挙
| 選挙       | 得票数  | 得票率 | 議席数 |
| ---------- | ------- | ------ | ------ |
| 2004年選挙 | 237,908 | 7.74%  | 2 / 24 |
| 2009年選挙 | 62,527  | 2.16%  | 0 / 22 |

出典：“中東欧・旧ソ連諸国の選挙データ「ハンガリー」選挙結果”。